# 卡雷林群島
65°35′S 65°35′W / 65.583°S 65.583°W
卡雷林群島（Karelin Islands），是南極洲的群島，位於圖拉角東南面3海里，屬於比斯科群島的一部分，在1957年被繪入阿根廷地圖，以蘇聯氣象學家命名（俄语：Дмитрий Борисович Карелин），現時由南極條約體系管理。